# Johann Karl Rothe
Johann Karl Rothe (ur. 4 kwietnia 1771 w Gdańsku, zm. 8 sierpnia 1858 tamże) – urzędnik, prezydent rejencji w Gdańsku w latach 1825–1841, honorowy obywatel Miasta Gdańska.

## Życiorys
Johann Karl Rohte urodził się 4 kwietnia 1771 w Gdańsku. W 1787 rozpoczął naukę w Gdańskim Gimnazjum Akademickim, później studiował na uniwersytecie w Królewcu. Karierę urzędniczą rozpoczął w 1797 w Kwidzynie, w 1825 został prezydentem rejencji w Gdańsku. Za jego kadencji w mieście powstała stocznia, a także koszary na Biskupiej Górce. Od 1828 był członkiem Towarzystwa Przyrodniczego, w 1832 otrzymał tytuł honorowego członka. W 1841 przeszedł na emeryturę, w tym roku władze Gdańska i Elbląga nadały mu honorowe obywatelstwa. Zmarł w mieście rodzinnym 8 sierpnia 1858.